# Byrsia javana
Byrsia javana är en fjärilsart som beskrevs av Rothschild och Jordan 1901. Byrsia javana ingår i släktet Byrsia och familjen björnspinnare. Inga underarter finns listade i Catalogue of Life.